# Hottot-les-Bagues
Hottot-les-Bagues é uma comuna francesa na região administrativa da Normandia, no departamento Calvados. Estende-se por uma área de 8,46 km². Em 2010 a comuna tinha 485 habitantes (densidade: 57,3 hab./km²).